# 蔡得勝
蔡得勝（1949年2月—），中華民國陸軍中將、政治人物，澎湖縣西嶼鄉竹灣村人，曾任國安局長，直至2014年5月5日，以健康因素請辭轉任總統府國策顧問，其遺缺由國防部副部長李翔宙上將（現任蔡英文政府駐丹麥王國大使）接任。現任臺北論壇基金會董事，澎湖馬公高中、政戰學校政研所67年班第一名畢業。

## 學歴
竹灣國小，澎湖縣立西嶼國民中學，省立馬公中學， 政工幹校（今政治作戰學校）17期及1978年以第一名畢業於政治作戰學校政治研究所（67年班）。

## 軍旅
國家安全局
國家安全局配属後、處員、専員、専門委員、組長、副處長、研究委員、處長（少將）、特派員（中將）、副局長、政務第一副局長、中央警察大學「國家安全情報法制」專任講座等職務歴任。
情研處長在任時，經當時國安局局長薛石民拔擢晉升中將，以參事名義在局長辦公室襄贊國安局的大小事務。許恵祐局長時代仍受重用，協助許惠祐處理兩岸的情報研析；馬英九當選總統後，又順勢接任國安局副局長。 
2009年3月蔡朝明局長因病請辭時，蔡得勝代理局長，同年5月1日正式就任局長。2010年12月至2011年3月，發生李勝東事件，顯露國安局內部紀律疑慮，但蔡得勝於2013年12月立法院司法及法制委員會聽證會中完全否認。2014年5月5日，蔡得勝以健康因素請辭，轉任總統府國策顧問，其遺缺由國防部副部長李翔宙接任。

## 家庭
蔡得勝排行老大，老二蔡得善亦任職於國安局，老三蔡萬生任職於澎湖海洋生物研究中心主任，老四蔡萬助政治作戰學校教授，老五蔡萬隔金管會證期局政風主管。

## 外部連結
- 国家安全局公式HP （页面存档备份，存于）
- 澎湖之光 蔡得勝掌國安局 （页面存档备份，存于）